# Guido Reil
Guido Reil, né le 19 janvier 1970 à Gelsenkirchen, est un homme politique allemand. Membre d'Alternative pour l'Allemagne, il est député européen de 2019 à 2024.

## Biographie
Guido Reil grandit dans des conditions modestes.